# ISO 3166-2:CF
ISO 3166-2:CF è uno standard ISO che definisce i codici geografici delle suddivisioni della Repubblica Centrafricana; è un sottogruppo dello standard ISO 3166-2.
I codici sono assegnati alle 14 prefetture, alle due prefetture economiche e al comune di Bangui; sono formati da CF- (sigla ISO 3166-1 alpha-2 dello stato), seguito da due lettere (tre per Bangui).

## Codici
| Codice | Prefettura        | Tipo                 |
| ------ | ----------------- | -------------------- |
| CF-BGF | Bangui            | comune               |
| CF-BB  | Bamingui-Bangoran | prefettura           |
| CF-BK  | Basse-Kotto       | prefettura           |
| CF-HK  | Haute-Kotto       | prefettura           |
| CF-HM  | Haut-Mbomou       | prefettura           |
| CF-HS  | Mambéré-Kadéï     | prefettura           |
| CF-KG  | Kémo              | prefettura           |
| CF-LB  | Lobaye            | prefettura           |
| CF-MB  | Mbomou            | prefettura           |
| CF-NM  | Nana-Mambéré      | prefettura           |
| CF-MP  | Ombella-M'Poko    | prefettura           |
| CF-UK  | Ouaka             | prefettura           |
| CF-AC  | Ouham             | prefettura           |
| CF-OP  | Ouham-Pendé       | prefettura           |
| CF-VK  | Vakaga            | prefettura           |
| CF-KB  | Nana-Grébizi      | prefettura economica |
| CF-SE  | Sangha-Mbaéré     | prefettura economica |